# 줄리언 앨프리드
줄리언 앨프리드(영어: Julien Alfred, 2001년 6월 10일~)는 세인트루시아의 육상 선수로 주 종목은 단거리 달리기이다. 2024년 하계 올림픽 100m에서 유력한 우승 후보였던 미국의 셔캐리 리처드슨을 제치고 10.72초의 기록으로 우승하여 금메달을 획득했다. 이 메달은 세인트루시아 최초의 올림픽 메달이다.

## 생애 및 선수 경력
세인트루시아 캐스트리스구 남부 시세런에서 자라난 줄리언 앨프리드는 캐스트리스와 자메이카 세인트캐서린에서 중고등학교를 다녔으며, 미국 텍사스 대학교 오스틴에서 청소년 및 지역 사회학으로 학사 학위를 취득했다.
2015년에는 중앙아메리카 및 카리브해 U15 대회에서 우승을 차지했으며, 2015년과 2017년에는 세인트루시아 올해의 주니어 여자 스포츠 선수로 선정되었다. 2017년 바하마의 나소에서 열린 커먼웰스 유스 대회 100m에서 우승을 차지했으며, 다음 해 아르헨티나 부에노스아이레스에서 열린 2018년 하계 청소년 올림픽에서 은메달을 획득했다.
2022년에는 NCAA 디비전 I 실내 60m 예선에서 7.04초의 기록을 세우며 대회 신기록을 수립했다. 2023년에는 부다페스트 세계 육상 선수권 대회에 출전하여 100m에서 5위를 차지했으며, 200m 결승에서는 4위를 차지했다.
2024년에는 스코틀랜드 글래스고에서 열린 2024년 세계 실내 선수권 대회 여자 60m 에서 6.98초의 세계 신기록으로 금메달을 획득했다. 이어 미국 오리건주 유진에서 열린 2024년 프리폰테인 클래식에서는 100m에서 10.93초의 기록으로 2위를 차지했다. 7월 12일에는 모나코에서 열린 2024 헤르쿨리스 다이아몬드 리그에서 100m를 10.85초의 기록으로 우승했다. 7월 20일 런던에서 열린 다이아몬드 리그 200m에서는 21.86초의 기록으로 2위를 차지했다. 8월 4일에는 2024년 파리 올림픽 여자 100m 에서 10.72초의 기록으로 금메달을 획득했다. 이것은 세인트루시아 사상 최초의 올림픽 메달이다. 이어 여자 200m에서는 미국의 개브리엘 토머스에 이어 은메달을 획득했다.